# 固態氧化物燃料電池

固体氧化物燃料电池的示意图

固態氧化物燃料電池（solid oxide fuel cell，簡稱：SOFC）是一種電化學轉換設備，跳过了传统发电模式的燃烧和机械过程，將燃料直接轉換為電能，极大提高能量转化效率。燃料電池因電解質材料的不同而不同；固態氧化物燃料電池分为固態氧化物和陶瓷電解質。此類燃料電池的優點包括热电联产的高效率、长效穩定性、燃料多元性、减排以及相對較低的成本。最大的缺點是其较高的工作温度需要更長的啟動時間以及高温带来的機械方面和化學方面相容性的問題。SOFC可以为民用 、商业 、军事和交通运输等提供电源，对于缓解能源危机 、满足电力需求、保护生态环境以及国家安全都具有重大意义 。

## 介紹
固體氧化物燃料電池是一類使用固体氧化物电解质的燃料電池。 固體氧化物電解質將負氧離子從陰極傳導至陽極。 在阳极，负氧离子将氫或者一氧化碳通过電化學氧化。 电极上阴极和阳极的反应分别为：
{\displaystyle {\ce {O2 + 4e- -> 2O^{2-}}}}
{\displaystyle {\ce {2O^{2-}\,+2H2 -> 2H2O +4e-}}}
燃料中的氢来源于天然气等的燃料重整，而氧来源于空气。質子傳導的SOFC（PC-SOFC）最近也正在開發中，其通過電解質傳輸質子而不是氧離子，能夠在比傳統SOFC在更低的溫度下運行。
目前低溫燃料電池如質子交換膜燃料電池（PEMFC）的运行需要昂貴的鉑催化劑，而SOFC不需要贵金属电极材料，消除一氧化碳的电极毒化可能性。代之，SOFC需要在非常高的溫度下运行，一般是500~1000 °C。 電解質材料需具備適當的機械強度、高緻密性、在還原及氧化氣氛下的穩定性。相比于同样在高温下运行的熔融碳酸盐燃料电池（MCFC），SOFC功率密度非常高，也排除了液态熔盐热腐蚀的可能性。然而，硫毒化的影响无可避免，一般通過吸附床或其他方式在進入電池之前除硫。

### 重整
由于SOFC工作在高温下，轻型的烃类燃料诸如甲烷、丙烷、丁烷等等，可以在阳极进行内部重整。另外也可以通过将更重的碳氢化合物进行外部重整获得燃料，如汽油、柴油、喷气燃料或者生物燃料等。烃类燃料在SOFC阳极上游装置中与空气以及蒸汽反应，重整得到的产物包括氢气、一氧化碳、二氧化碳、甲烷蒸汽等。SOFC可以通过燃料电池内部的电化学氧化放热提供给蒸汽重整这个吸热反应，提高效率。此外，诸如煤和生物质的固体燃料可以气化得到合成气，可以在整合煤炭氣化燃料電池系統（Integrated Gasification Fuel Cell, IGFC）为SOFC提供燃料。

### 启动
SOFC启动过程的升温需要通过均匀调节热膨胀精准控制加热过程。平板式SOFC电堆需要约一小时的时间的加热才可以达到正常的工作温度。微型管状燃料电池将启动时间提高到几分钟的程度。

### 复合发电系统
SOFC複合燃氣渦輪機（Gas Turbine）或蒸汽渦輪機（Steam Turbine）複合發電系統技術近幾年開始發展。SOFC-GT-ST複合發電系統以天然氣或煤炭氣化合成氣作為燃料，與空氣各自通入電堆陽極與陰極進行電化學反應發電後，排出的廢熱與額外通入的燃料氣再混合通入燃氣渦輪機中進行第一階段的燃氣發電。隨後燃氣發電後的廢熱導入熱回收蒸汽產生裝置產生過熱蒸汽推動汽渦輪機作第二階段發電，最後排出廢熱。整個複合發電過程有效再提高整體系統效率。

### 优点
SOFC独立发电，分散发电，可以节省电力传输的成本，应用广泛，从車輛輔助動力裝置到定置型發電系統，輸出功率可從100 W到2 MW，对于电网不可及的偏远地区，以及输电系统已经固定的大城市来说有非常重要的作用。電池運作溫度高可以提高電極觸媒的反應速度，使電池本身具有內部燃料重整的功能，也對雜質（CO或S含量等）的容許度較高。較高的工作溫度下产生的副产物为300~400°C的高质量的余热和水蒸气，使SOFC在提供电力的同时还適用於熱機的能量回收或热电联产，進一步提高整體燃料效率，同时利用电和热的情况下能量转化效率可以高达85%。例如排放的高溫尾氣可與蒸汽渦輪機搭配，形成汽電共生系統。固体氧化物燃料电池–涡轮 （SOFC-GT）的混合发电系统可实现能量梯级利用。SOFC可適用的燃料選擇範圍廣泛，包括天然气、沼气、氢气、煤气、甲醇和柴油等。電極觸媒不需使用貴金屬，降低製作成本。SOFC的工作不受氣候狀態的限制，可不間斷連續運轉。

### 缺点
目前SOFC高温下运行时，阳极会发生CO歧化以及碳氢化合物的热解，最终产生积碳，造成性能衰减。

## 材料

管式SOFC三个陶瓷层的横截面。由内到外分别是多孔阴极、致密电解质以及多孔阳极

固态氧化物燃料电池由四层组成，其中的三层是陶瓷，也因此得名“固态”。四层堆叠在一起组成的单电池通常只有几毫米厚。数百个这样的单电池串联起来可以形成所谓的的“SOFC电堆”。SOFC所使用的陶瓷在达到非常高的温度时才会开始具有电活性和离子活性，也正因为如此，电堆必须在500~1000°C的高温下运行。阴极氧还原成氧离子，这些离子可以通过固体氧化物电解质扩散到阳极，通过电化学反应氧化燃料。反应中释放出副产物水以及两个电子。这些电子通过外部电路做功。电子从外部电路再次回到阴极重复循环过程。

#### 电解质
固態電解質材料一般為螢石結構，單位晶格中陽離子佔據面心立方位置，而陰極子在四面體位置，通过不同价态陽離子摻雜，在結構中引入氧空穴，氧離子可藉由空穴移動，提升氧離子传导性能。
氧化鋯室溫下為單斜晶系，加熱至1170°C轉變为正方晶系，2370 °C轉變成立方晶系，熔點為2680°C。立方晶系的氧化鋯，晶格常數較大，易传递氧離子。通过适当的掺杂使氧化锆在较低的温度下维持立方晶系结构，提升离子导电性能，广泛使用的是氧化釔穩定氧化鋯（Yttrium-stabilized zirconia，YSZ）,但其操作溫度需高於800°C。Y2O3中每个Y3+带有1.5个O2-，ZrO2晶体中Zr2+带有2个O2-，掺杂时形成氧空位，使O2-在电解质材料中实现离子跃迁。
氧化鈰相較氧化鋯具有更穩定的晶體結構，適當摻雜可明顯提升離子導性、降低活化能，降低操作温度。但在還原氣氛下，Ce4+會還原成Ce3+，使電解質產生電子導性，造成電池開路，電壓及性能下降。
立方晶系氧化鉍離子導性最高，但操作溫度仅在729-825°之間， 並且於還原氣氛下易還原成金屬鉍。
鎵酸鑭具高離子導性，其中摻雜氧化鍶與氧化鎂得到廣泛應用，但其易與陽極金屬鎳產生雜相，降低電池性能，以及800°C還原氣氛下會产生相分解。

#### 阴极
又称空气极（Air electrode），陰極大多使用複合材料，添加高離子導性的電解質材料可使陰極具備部分離子導性。將電極與電解質材料混合形成複合陰極，使陰極部分離子導性提升，增加電解質、電極與氣體三相界面反應的面積，并且有效降低陰極層的熱膨脹係數， 使其牢固附著電解質材料上。

#### 阳极
又称燃料极（fuel electrode），燃料通入SOFC阳极侧后，阳极表面吸附并催化发生重整，通过阳极多孔结构扩散到与电解质的界面。实际操作中为了避免阳极积碳，而且防止重整吸热对电池造成过冷效应，普遍将燃料外部预重整后再进入电堆。目前SOFC使用具有催化能力的金屬（例如Ni）作為陽極材料，因为镍对氢的氧化具有优异的电化学活性和电子导电性。NiO还原后的Ni金属能够在高温下催化氢气氧化以及烃类的蒸气重整，但金屬鎳的熱膨脹係數較大，電解質不易燒結于陽極，因此多添加30~40wt%的電解質形成陶金材料，以降低陽極的熱膨脹係數，並且使陽極具有部分傳導離子之能力。陶瓷金属阳极要求多孔结构以允许燃料流向电解质，因此阳极材料的制造一般使用粒状的材料。有报道通过浸渍改性提高阳极的电化学性能。

## 发展
2000年，美国能源部成立了固体能源转换联合体（Solid Energy Conversion Alliance，SECA），制定发展SOFC的资助计划，涉及工业界生产以及核心问题技术攻关。
2004年，潮州三环公司开始开发SOFC相关技术和量产。
2009年，澳大利亞的Ceramic Fuel Cells公司成功實現了SOFC達到以前60％的理論效率。
2017年，日本京瓷推出3 kW的SOFC应用于小型商业领域。
2018年，三菱日立电力系统公司实现商用250 kW和1 MW规格的联合发电。
2020年，Bloom Energy公司与三星重工合作，将SOFC应用于船舶电源。

### 现状
目前中国SOFC产业与先进水平仍有较大差距，尚未出现商业化系统，产业链不完善，并且参与的企业较少。100 kW的大功率SOFC系统的设计开发需要解决热平衡系统和电源系统及提升控制策略。电堆发电过程中功率密度增加后热管理困难，使发电效率下降。

## 结构

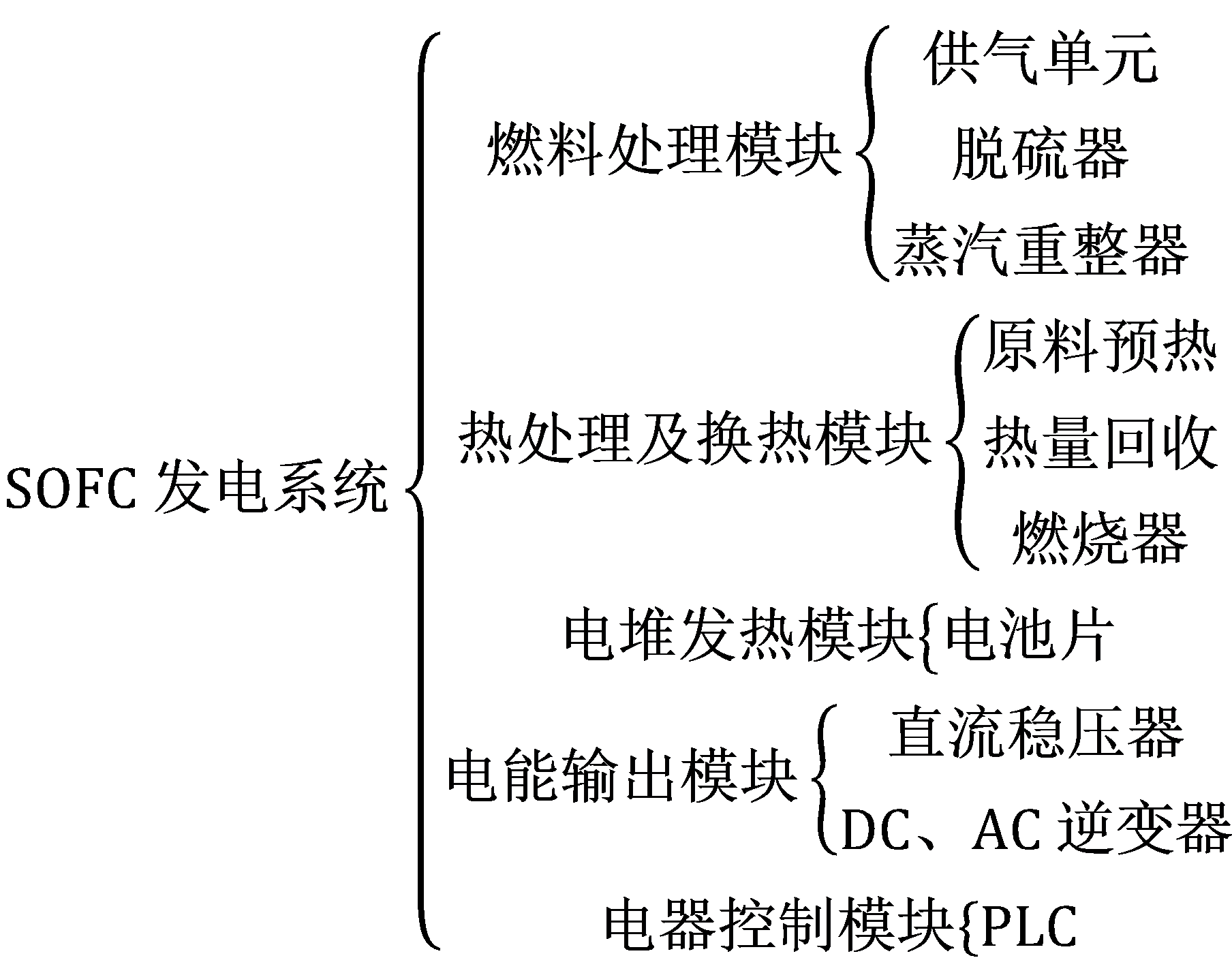
SOFC发电系统主要构成

SOFC由燃料处理、热处理及换热、电堆发电、电能输出以及电力控制模块组成。电堆发电模块外的模块统称外部辅助设备（BOP）。不同于其他类型的燃料电池，SOFC具有多样的形状结构。大多数类型的燃料电池采用典型的平板式几何结构设计，是电解质夹在电极之间的夹层型的几何结构。SOFC 也可以制成管式结构，其中空气或燃料通过管内，而另一种气体沿管外通过。管式SOFC的优点是可以更容易将燃料中的空气隔绝。平板式的性能目前优于管式，因为平板设计的电阻相对较低。其他结构包括改进平板燃料电池设计（Modified Planar Fuel Cell Designs，MPC 或 MPSOFC），使用波状结构取代平板电池的传统结构。由于具有平板电池的（低电阻）和管状电池的优点，这种设计有一定的前景。

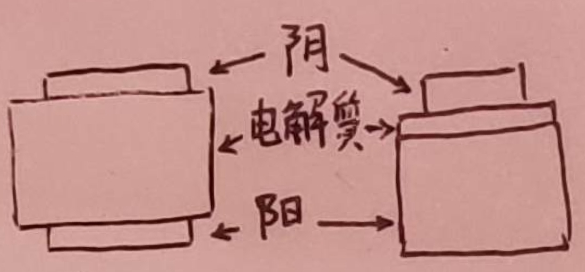
電解質支撐電池式（左）与陽極支撐電池（右）

多數SOFC以主流材料Ni/YSZ（陽極）為基材搭配LSM（陰極）、YSZ（電解質）以平面堆疊經高溫燒結完成，稱為平板型陽極支撐電池。另一類為平板型電解質支撐電池。
单电池制备工艺以及新材料的出现下，平板式单电池使SOFC的工作温度由管式SOFC的1000°C降低到600~800°C，并且输出功率密度不低于管式SOFC。平板式SOFC的连接体连接相邻单电池的阳极和阴极，分配气体并且传导电子。电堆具有较为简单的结构，便于装配。单电池可由传统的陶瓷工艺制备，电解质与电极厚度小到几微米，降低内耗。传统的阴极材料由钙钛矿结构组成。阳极材料一般由金属陶瓷组成。含Cr的铁素体不锈钢可以作为电堆材料。

#### 连接体
在平板型SOFC的燃料和氧化劑可以被安排成特定的流道，對於電池堆中溫度與電流分佈有很大的影響。不同流動型態包括Z型流道（Z-flow），蛇行流道（Serpentine-flow）等。流場用來增加SOFC的氣體分佈均勻性並且促進電池間的热传递。另外流場通常設計成具有足夠的壓降以順利經過電池，促進流體在電堆內的均勻性。連接体要求高電子導電度、低離子導電度、低氣體穿透性、工作溫度及氣氛下穩定。SOFC使用的陶瓷材料以鑭鉻氧化物(LaCrO3)為主。运行过程需要注意避免电堆阴、阳极进出口气体温度梯度过大，易导致电堆因受热不均而产生电池片热应力损坏。

## 生产
传统的单电池生产采用陶瓷工艺制作生胚再经烧结制成多孔电极和致密电解质一体单电池片。共烧结是目前降低成本的的技术难关之一，因为电极材料与电解质热膨胀系数的差异以及可能的高电阻化合物的形成限制了其共烧结的应用。SOFC工作温度与室温的热循环稳定性也是一大挑战。另外单电池的生产也需要解决工作过程中的局部过热问题。通过电堆内部Ni催化剂进行燃料重整，平衡电极热量的同时提供氢气，也值得深入研究。

## 意义
供电方面，SOFC逐渐将传统的城市中心供电体系改变为分散供电体系，也可以作为车辆驱动外的辅助电源。环境方面SOFC能充分利用化石能源，有效降低发电过程中的氮氧化物、碳氧化物的形成，降低污染。

## 参阅
- 輔助動力系統
- 微型热电联产